# Corynoptera roeschmanni
Corynoptera roeschmanni is een muggensoort uit de familie van de rouwmuggen (Sciaridae). De wetenschappelijke naam van de soort is voor het eerst geldig gepubliceerd in 2001 door Mohrig & Rulik.